# Type 300 EP
Le type 300 est un type d'automotrice électrique pour tramway conçu pour la ligne de Paris à Romainville à l'origine à accumulateurs, dont une partie fut par la suite convertie pour la prise de courant par perche avec suppression de l'impériale.

## Histoire
Vingt automotrices sont mises en service en 1896 sur la ligne de Paris à Romainville. Seize d'entre elles sont modifiées à la suite de leur reprise par la Compagnie des tramways de l'Est parisien (EP).

## Caractéristiques

### État d'origine
Les automotrices sont à impériale avec un seul accès à l'arrière de la motrice. Les accumulateurs sont alimentées par un système de plots système Claret et Vuilleumier, la captation se fait par un frotteur sous le châssis ,.

### Type 300 et matériel de service
À la suite de la reprise du matériel par la Compagnie des tramways de l'Est parisien (EP), seize motrices sont transformées, l'impériale, les compartiments techniques et les accumulateurs sont supprimés, un poste de conduite est ajouté là où se trouvait l'escalier et la prise de courant est dorénavant assurée uniquement par une perche qui lui est ajoutée. Ces motrices sont numérotées de 300 à 315.
D'autres sont complètement transformées en matériel de service pour la traction de trains de ballast.